# Lamtamot
Lamtamot is een bestuurslaag in het regentschap Aceh Besar van de provincie Atjeh, Indonesië. Lamtamot telt 2022 inwoners (volkstelling 2010).